# Karl Lindau

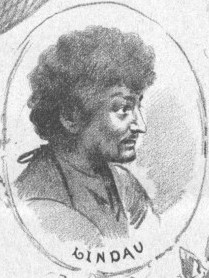
Karl Lindau (1886)

Karl Lindau (auch Carl Lindau, eigentlich Karl Gemperle; * 26. November 1853 in Wien; † 15. Januar 1934 ebenda) war ein österreichischer Schauspieler und Schriftsteller.

## Leben
Lindau war der Sohn des Surrogatkaffee-Fabrikanten Anton Gemperle; sein Großvater, der Schweizer Johann Baptist Gemperle, hatte die erste Wiener Surrogatkaffee-Fabrik gegründet. Nach einer technischen Schulbildung wandte sich Lindau dem Theater zu und debütierte am 20. Oktober 1870 in Graz im Don Carlos. Es folgten Engagements am Deutschen Theater in Pest, in Frankfurt am Main und in Dresden, 1879 wieder in Graz und 1880 kurz in Olmütz. In dieser Zeit wandte sich Lindau langsam vom klassischen Rollenfach ab und dem komischen Fach zu. Im Jahr 1881 wurde er schließlich von Direktor Franz Steiner am Theater an der Wien engagiert und gehörte dort bis 1901 als Komiker zum Ensemble. Seine Rollen in Operetten und Wiener Possen machten ihn zu einem Publikumsliebling. Von Oktober 1882 bis März 1883 tourte er mit Josefine Gallmeyer, Wilhelm Knaack und Franz Tewele erfolgreich durch die USA und Kanada.
Ab 1876 war Lindau außerdem als Schriftsteller für die Bühne tätig. Insgesamt verfasste er mehr als 100 aufgeführte abendfüllende Stücke, darunter Lustspiele, Possen und Libretti für Operetten. Sehr populär wurden einige gemeinsam mit Leopold Krenn (1850–1930) verfasste Possen, darunter Heißes Blut (1892), Ein armes Mädel (1893) und Der Nazi (1895). Mit Operetten wie Der Fremdenführer (Musik von Carl Michael Ziehrer) lieferten Krenn und Lindau Paraderollen für Alexander Girardi. Weiters übersetzte Lindau zahlreiche französische Schwänke ins Deutsche und schrieb Schlagertexte, beispielsweise „Da fahr’n ma halt nach Nußdorf ’raus“, „Margarete, Mädchen ohne gleichen“, „Der Eiserne Rathausmann“, „Hupf, mein Mäderl“ und „O mein Girl, meines Herzens Perl“.
Lindau war mit Mathilde Gräfin von Pourtalès († 1902) verheiratet.

## Werke (Auswahl)
Libretti:
- 1899: Die Landstreicher. Operette in zwei Akten und einem Vorspiele. Libretto mit Leopold Krenn. Musik von Carl Michael Ziehrer. (UA: 26. Juli 1899)
- 1900: Der Schelm von Bergen. Komisch-romantische Operette in 3 Akten. Libretto mit Konrad Loewe. Musik von Alfred Oelschlegel.
- 1902: Der Fremdenführer. Operette in einem Vorspiel und drei Akten. Libretto mit Leopold Krenn. Musik von Carl Michael Ziehrer.
- 1903: Frühlingsluft. Operette in drei Akten. Libretto mit Julius Wilhelm. Musik von Ernst Reiterer „nach Josef Strauss’schen Motiven“. (UA: 9. Mai 1903)
- 1904: Die Eisjungfrau. Operette in 2 Akten. Libretto mit Julius Wilhelm. Musik von Joseph Hellmesberger (nach Gustave Adolph Kerker).
- 1904: Wien bei Nacht. Burleske in 1 Akt. Libretto mit Julius Wilhelm. Musik von Joseph Hellmesberger.
- 1904: Jung Heidelberg. Operette in 3 Akten. Libretto mit Leopold Krenn. Musik von Ernst Reiterer nach Motiven von Karl Millöcker. (UA: 9. Juli 1904)
- 1905: Frauenherz. Operette in 3 Akten. Libretto (nach dem Französischen). Musik von Josef Strauss, bearbeitet von Ernst Reiterer.
- 1905: Die Schützenliesel. Operette in 3 Acten. Libretto mit Leo Stein. Musik von Edmund Eysler.
- 1905: Der Schnurrbart. Operette in 3 Akten. Libretto mit Leo Stein. Musik von Georg Verö.
- 1906: 1001 Nacht. Fantastische Operette in einem Vorspiel und zwei Akten. Libretto mit Leo Stein. Musik von Johann Strauss, bearbeitet von Ernst Reiterer. (UA: 27. Oktober 1907)
- 1906: Künstlerblut. Operette in 1 Vorspiel und 2 Akten. Libretto mit Leo Stein. Musik von Edmund Eysler.
- 1907: Monte Carlo. Operette in 3 Akten. Libretto mit F. Antony (nach einem Stoff von Heribert Hülgerth). Musik von Ludwig Roman Chmel.
- 1911: Die romantische Frau. Operette in 3 Akten. Libretto mit Bela Jenbach (nach einem Lustspiel von Ernst Wichert). Musik von Carl Weinberger.
- 1911: Vielliebchen. Operette in drei Akten. Libretto mit Rudolf Österreicher und M. A. Weikone. Musik von Ludwig Engländer.
- 1911: Das geborgte Schloß. Operette in 3 Akten. Libretto mit Georg Verö. Musik von Hermann Dostal.
- 1911: Der Frauenfresser. Operette in 3 Akten. Libretto mit Leo Stein und Eugen Spero. Musik von Edmund Eysler.
- 1915: Der Weltenbummler. Operette in einem Vorspiel und 2 Akten. Libretto mit Fritz Löhner-Beda. Musik von Richard Fall.
- Graf Sandor. Operette in 3 Akten. Libretto mit Leopold Krenn. Musik von Hermann Dostal.